# بیندو مادهوی
بیندو مادهوی (به انگلیسی: Bindu Madhavi) (زاده ۱۴ ژوئن ۱۹۸۶) بازیگر و مدل هندی است.
از کارهای معروف او می‌توان به بازی در فیلم‌های ام شنتی و زمیندار کوچک اشاره کرد.